# Miguel Nunes Vidigal
Miguel Nunes Vidigal (Rio de Janeiro, 1 de dezembro de 1745, Rio de Janeiro, 10 de julho de 1843) foi um militar brasileiro.

## Biografia
Nascido na cidade de Angra dos Reis, então Capitania do Rio de Janeiro, foi o primeiro brasileiro nato a ser um dos comandantes de forças militares no recém-formado Reino Unido de Portugal, Brasil e Algarves quando da chegada da família real portuguesa no ano de 1808 à cidade do Rio de Janeiro.
Ainda jovem, alistou-se num dos regimentos de cavalaria de milícias daquela capitania. Foi promovido a alferes em dezembro de 1782, a tenente em dezembro de 1784, a capitão em 20 de outubro de 1790, a sargento-mor (major) em 18 de março de 1797, a tenente-coronel em 24 de junho de 1808, a coronel em 26 de outubro daquele mesmo ano, a brigadeiro graduado em 10 de março de 1822 e a brigadeiro em 12 de outubro de 1824.
Em 1791, era capitão da 1ª companhia do Regimento de Cavalaria de Milícias, responsável pela guarda do Conde de Resende, Vice-Rei do Brasil.
Com a criação da então Divisão Militar da Guarda Real de Polícia em 13 de maio de 1809, embrião da atual Polícia Militar do Estado do Rio de Janeiro, foi indicado como subcomandante da Corporação, tendo a época o posto de sargento-mor, a qual seria comandada por José Maria Rebello, que já era membro da Guarda Real de Polícia de Lisboa, instituição que serviu de base para a criação da congênere brasileira. Anos depois, em 23 de abril de 1821, chega ao comando-geral da corporação com a ida de Rabello de volta para Portugal, quando este acompanha o rei e deixa o Brasil.
Em 1º de dezembro de 1822 foi agraciado com o hábito de cavaleiro da Imperial Ordem do Cruzeiro.
Em 10 de março de 1824 foi transferido para o exército de 1ª linha. Solicitou reforma, que lhe foi concedida no posto de marechal de campo em decreto de 14 de novembro do mesmo ano, tendo mantido o comando da Guarda Real de Polícia até aquela data.
Vidigal, era considerado um perseguidor implacável dos candomblés, das rodas de samba e especialmente dos capoeiras, “para quem reservava um 'tratamento especial', uma espécie de surras e torturas a que chamava de 'Ceia dos Camarões'”.
Seus detratores, os quais existiam aos montes haja vista sua reconhecida rigidez na "aplicação" da "lei", entretanto, o descreviam como "um homem alto, gordo, do calibre de um granadeiro, moleirão, de fala abemolada, mas um capoeira habilidoso, de um sangue-frio e de uma agilidade a toda prova, respeitado pelos mais temíveis capangas de sua época. Jogava maravilhosamente o pau, a faca, o murro e a navalha, sendo que nos golpes de cabeça e de pés era um todo inexcedível".
Em 10 de julho de 1843 faleceu na cidade do Rio de Janeiro, com 98 anos de idade, nas terras que hoje dão nome ao bairro carioca do Vidigal, as quais recebeu de presente dos monges beneditinos, em 1820, ao pé do morro Dois Irmãos, sendo sepultado nas catacumbas da igreja de São Francisco de Paula.

## Vidigal na cultura popular
Manuel Antônio de Almeida, ao escrever "Memórias de um Sargento de Milícias" assim fala sobre ele: "O Major Vidigal, que principia aparecendo em 1809, foi durante muitos anos, mais que o chefe, o dono da polícia colonial (...). Habilíssimo nas diligências, perverso e ditatorial nos castigos, era o horror das classes desprotegidas do Rio de Janeiro". Noutro trecho da obra, o descreve da seguinte forma: "Era Vidigal um homem alto não muito gordo, com ares de moleirão. Tinha o olhar sempre baixo, os movimentos lentos, a voz descansada e adocicada. Apesar desse aspecto de mansidão, não se encontraria, por certo, homem mais apto para o cargo..."
Alfredo Pujol lembra uma quadrinha que corria sobre ele no murmúrio do povo:
Avstei o Vidigal.
Fiquei sem sangue;
Se não sou tão ligeiro
O quati me lambe.
Mário de Andrade, in introdução às Memórias de um Sargento de Milícias, São Paulo, 1941.
Da época em que o mesmo ainda comandava as forças policiais militares na corte, Artur Azevedo escreveu sobre ele esses versos satíricos:
Naquele tempo, Vidigal famoso,
Mais rancoroso
Do que um bicho mau,
Tinha jurado aos deuses prender-me
Para meter-me
Na polícia o pau.